# 볼리버 트래스크
볼리버 트래스크(Bolivar Trask)는 마블 코믹스에서 출간한 만화책에 등장하는 빌런 공상 캐릭터이다. 그는 트래스크 인더스트리스라는 기업의 군과학자로서, 센티넬들의 제작자로서 유명하다. 또한 그는 래리 트래스크의 아버지이다.
미국 출신의 배우 빌 듀크가 엑스맨: 최후의 전쟁에서 볼리버 트래스크 역을 연기하였고, 반면 피터 딘클리지가 엑스맨: 데이즈 오브 퓨처 패스트에서 같은 역을 연기하였다.